# パワー・ポリティクス
パワー・ポリティクス（英: Power politics、独: Machtpolitik）とは、国際関係を理解する最も基本的な考え方である。日本語では、権力政治や武力政治と訳される。イギリスの国際政治学者マーティン・ワイトの著書『パワー・ポリティクス』が初出とされる。
主権国家同士が軍事・経済・政治的手段を用いて互いに牽制しあうことで自らの利益を保持しようとする国際関係の状態を指す。諸国家は世界の資源を巡って争い、他国や国際社会全体の利益よりも自国の利益を優先する。その手段は、核兵器の開発・保有、先制攻撃、恫喝外交、国境地帯への軍隊の配備、関税障壁や経済制裁など多岐にわたる。